# Waunana modesta
Waunana modesta är en spindelart som först beskrevs av Banks 1929.  Waunana modesta ingår i släktet Waunana och familjen dallerspindlar.
Artens utbredningsområde är Panama. Inga underarter finns listade i Catalogue of Life.